# 三浦和哉
三浦 和哉（みうら かずや、1953年1月23日 - ）は、日本の実業家。日立キャピタル代表執行役社長を経て、同社取締役会長、春光懇話会副会長。元リース事業協会会長。

## 人物・経歴
北海道本別町出身。中学で札幌市に移り、札幌啓北商業高校卒業後、現在のNTT東日本勤務と同時に小樽商科大学短期大学部入学。その後退社と短大の退学を経て再受験し、1976年小樽商科大学商学部卒業、日立リース（現三菱HCキャピタル）入社。2003年リテール事業部門ビジネス機器事業開発部長。同年執行役常務。2005年執行役副社長。2007年代表執行役執行役副社長兼取締役。2009年から代表執行役社長兼取締役を務め、日本市場の縮小が続く中、M&Aなどで海外事業の強化を進めた。2016年取締役会長。この間、リース事業協会会長や、春光懇話会副会長も務めた。2022年緑丘会理事長。